# Кошариска
Кошариска (слч. Košariská) насељено је мјесто са административним статусом сеоске општине (слч. obec) у округу Мијава, у Тренчинском крају, Словачка Република.

## Становништво
| Година:    | 1994. | 2004.   | 2014.   | 2024.   |
| ---------- | ----- | ------- | ------- | ------- |
| Број људи: | 431   | 403     | 435     | 416     |
| Разлика:   |       | -6,49 % | +7,94 % | -4,36 % |

| Година:    | 2023. | 2024.   |
| ---------- | ----- | ------- |
| Број људи: | 417   | 416     |
| Разлика:   |       | -0,23 % |

Према подацима о броју становника из 2024. године насеље је имало 416 становника.